# 男達の詩
「男達の詩」（おとこたちのうた）は、吉田拓郎が1990年7月4日にリリースした34枚目のシングル。発売元はフォーライフ・レコード（現・フォーライフミュージックエンタテイメント）。

## 概要
アルバム『detente』からの先行シングルで、世界初となる1曲のみ収録のCDシングルである。1曲のみ収録のシングルのリリースは1982年に発売された「唇をかみしめて」以来である。
アルバム『detente』に収録されているのは、リミックスバージョンであり、シングルバージョンは2001年にSony Music Entertainmentから発売されたベスト・アルバム『吉田拓郎 ベスト』に収録されている。

## 収録曲
1. 男達の詩（6分5秒）
作詞・作曲・編曲：吉田拓郎

## 収録ディスク

### アルバム
- 『detente』(1991年)
- 『LIFE』(1995年)
  - ビル・シュネーによるリミックスが施されている。
- 『吉田拓郎 ベスト』(2001年)